# 方与郡
方与郡，中国战国郡名，辖境包括今山东嘉祥县以南、金乡县等地，及江苏丰县一带。
辖地战国前、中期属宋。前286年齐灭宋，入齐。前284年济西之战后，魏夺取之。故《荀子·议兵篇》载：“齐能并宋而不能凝也，故魏夺之。”据《史记·楚世家》，顷襄王十八年（前281）“楚人有好以弱弓微缴加归雁之上者，顷襄王闻，召而问之。对曰：‘……王朝张弓而射魏之大梁之南，加其右臂而径属之於韩，则中国之路绝而上蔡之郡坏矣。还射圉之东，解魏左肘而外击定陶，则魏之东外弃而大宋、方与二郡者举矣。”可知战国后期，魏在故宋地置有方与郡。其郡治当在方与（今山东鱼台县北古城集）。又《战国策·秦策四·物至而反章》曰：“秦、楚之构而不离，魏氏将出兵而攻留、方与、铚、胡陵、砀、萧、相，故宋必尽。”显示当时方与属楚。此章杨宽、范祥雍等学者认为发生于前238年，缪文远认为发生于前235年。知大约前238年之前，方与入楚，故魏方与郡的废年，可能亦在前238年之前。